# Verbleanî, Busk
Verbleanî (în ucraineană Вербляни) este un sat în comuna Bolojîniv din raionul Busk, regiunea Liov, Ucraina.

## Demografie
Componența lingvistică a localității Verbleanî
     Ucraineană (100%)
Conform recensământului din 2001, toată populația localității Verbleanî era vorbitoare de ucraineană (100%).